# Paulus de boskabouter
Paulus de boskabouter is een Nederlandse tekststripreeks en kinderboekenreeks, van 1946 tot 1984 geschreven en getekend door Jean Dulieu, een pseudoniem van de violist Jan van Oort, die van 1944 tot 1947 deel uitmaakte van het Concertgebouworkest. Hij tekende in 1946 de eerste Paulusstrip in Het Vrije Volk. De serie werd al snel een succes en werd ook in boekvorm gepubliceerd. Later volgden een radiohoorspelserie en twee televisiepoppenseries. De boekjes werden vertaald, onder andere in het Duits, Engels, Zweeds en Japans.

## Personages
PaulusEen aardige kabouter die in het bos woont en graag een pijpje rookt.
OehoeboeroeEen wijze uil (oehoe) die ietwat archaïsch taalgebruik hanteert. Hij houdt van muizen, iets wat Paulus niet erg aanstaat.
GregoriusEen das. Hij is niet al te helder en zijn taalgebruik zit dan ook vol versprekingen en spoonerismes. Hij is gulzig en lui.
SalomoEen raaf. Hij beschouwt zichzelf als een wijze vogel, net als Oehoeboeroe. De twee zijn dan ook vaak in elkaars gezelschap te vinden. Salomo houdt van sprinkhanen, maar Paulus hoort dat niet graag.
WipperEen konijn dat altijd op de vlucht is voor Reintje de vos.
PieterEen veldkabouter die erg bang is voor het bos.
Poetepa en MoetemaTwee beren en de ouders van Poetepoet.
PoetepoetEen klein berenwelpje dat bij zijn ouders is weggelopen omdat hij een grote beer wilde zijn.
MolEen mol die Paulus vaak helpt.
PluimEen eekhoorn.
PakEen stiekeme ekster die altijd klaar staat om iets te stelen.
RadboudDe sterke visotter die altijd klaarstaat om Paulus bij te staan als het spannend wordt.
Dorus BezemEen huisbezem, een dommige goeierd die door morsen met levenswater tot leven is gekomen.
PriegeltjeEen elfje en een prinses, die goed bevriend is met Paulus. Ze is ooit door Eucalypta vervloekt en veranderd in de beer Kenarrepoere. Oehoeboeroe en Salomo hebben allebei stiekem een oogje op Priegeltje.

### Vijanden van Paulus
EucalyptaEen kwaadaardige heks en Paulus' aartsvijand.
KrakrasEen kraai die door Eucalypta werd betoverd tot een onbestemd kuikenachtig wezen. Zij werkt vaak samen met Eucalypta.
ReintjeEen boosaardige vos, die vaak op andere dieren aast en soms met Eucalypta samenwerkt.
MietjeEen andere kwaadaardige heks die doet alsof ze een vriendin is van Eucalypta, maar die eigenlijk jaloers is op haar.

## Krantenstrip
Dulieu heeft drie reeksen krantenstrips geschreven:
| 1. De eerste reeks liep van 1946 tot 1957 en telde ruim 3500 afleveringen. Er wordt geen onderscheid in verhalen gemaakt. Wél zijn in latere boekuitgaven indelingen gemaakt, maar lang niet alle afleveringen zijn ooit in boekvorm verschenen. 2. De tweede reeks liep van 1963 tot 1967 en telde ruim 1400 afleveringen. Dulieu maakte hierbij een onderverdeling in zeven verhalen, die aan de nummering te herkennen zijn. Een latere boekuitgave heeft aan de verhalen titels meegegeven, en nog drie verhalen toegevoegd die nooit in de krant zijn verschenen (P, R en S): 1. Van oela's en oorkraaien 1 (A1-A100) 2. Tovenaar Kalebassus (B1-B100) 3. Van oela's en oorkraaien 2 (C1-C150) 4. Ali Baba en de rover (D1-D250) 5. Een beer in het bos (E1-E300) 6. De boemelvis (F1-F260) 7. Het nachtpaard (G1-G232 & 233-248) – De afl. 233-248 zijn niet in de boekuitgave verschenen, alleen in de krant. 8. Wat een gemier (P1-P250) 9. De baard van Pieter (R1-R250) 10. De reis naar de Puntster (S1-S150) | 1. Vrijwel tegelijk met de tweede televisieserie keerde Jean Dulieu terug naar Paulus als krantenstrip. Hij tekende 23 tekststripverhalen van elk exact honderd afleveringen en zette toen resoluut een punt achter zijn krantenstrips: 1. De hooikooi 2. Het blokkenplan 3. De mussenklus 4. De heldenmol 5. De buitenborrel 6. De kraakvogels 7. De boebomen 8. De uitvinder 9. Eikeligheden 10. Het Bretonse beest 11. Het hoedenfeest 1. De sneeuwschuiver 2. De vliegkip 3. Eendracht maakt macht 4. De hansop 5. Het driemanschap 6. Het flessenmannetje 7. De jaarvergadering 8. De kikkerbruid 9. Bouterbijters in het bos 10. De hanenhelm 11. In de nesten 12. Slakkenpraat |

De derde reeks is integraal in boekvorm verschenen bij uitgeverij De Meulder. In deze reeks zijn de verhalen grotendeels (maar niet helemaal) chronologisch opgenomen.

## Boeken
| Afgezien van boeken waarin de krantenstrips zijn gebundeld, heeft Dulieu ook een aantal verhalen rechtstreeks voor boekpublicatie geschreven en getekend. Het betreft de volgende titels, die inmiddels deels door uitgeverij De Meulder opnieuw zijn uitgegeven: 1. Paulus' winterboek (1948) 2. Paulus de hulpsinterklaas (1952-1; 1961-2) 3. Paulus en Wawwa (1952-1; 1956-2; 1963-3) 4. Paulus en Eucalypta (1953-1; 1963-2) 5. Paulus en het draakje (1955) 6. Paulus en Kenarrepoere (1957) 7. Paulus en Priegeltje (1957) 8. Het ei (1959) 9. De verrassing (1959) 10. 't Klaaghemd (1959) 11. Poetepoet (1959) 1. Paulus en het levenswater (1962) 2. Paulus en Joris het vispaard (1962) 3. Paulus en Mol (1962) 4. Paulus en Pieter (1963) 5. Paulus en Salomo (1963) 6. Paulus en de drie rovers (1963) 7. Paulus en schipper Makreel (1964) 8. Paulus en de eikelmannetjes (1965) 9. Paulus en de insecten (1981) 10. Paulus en het beest van Ploemanac (1982) 11. Paulus en de toverhoed (1983) | Naast deze reeks heeft hij tien boeken vervaardigd naar aanleiding van de eerste poppenfilmserie. De foto's in deze boeken zijn door hemzelf gemaakt: 1. Het eukelknijn (1970) 2. Japie de eenhoorn (1970) 3. Het oliebollenfeest (1970) 4. Heksenvakantie (1970) 5. De rokomobiel (1970) 6. De reus Worrelsik (1970) 7. De bergbouters (1971) 8. De beren (1971) 9. Het boomspook (1971) 10. De bruiloft (1971) |

## Radio
Paulus de boskabouter was ook een radiohoorspel van zo'n 10 minuten voor het slapen gaan. Jean Dulieu deed alle stemmen zelf, behalve de stem van Prinses Priegeltje, die werd ingesproken door zijn dochter Dorinde van Oort. In totaal werden er 900 afleveringen gemaakt, die tussen 1955 en 1964 werden uitgezonden door VARA-radio.
De herkenningsmelodie was Dance of an ostracised imp van Frederic Curzon. Er werden ook diverse singletjes en cd's van het hoorspel uitgebracht.

### Restauratie en herhalingen door VPRO radio
VPRO-radio heeft bijna 30 jaar later een aantal afleveringen die origineel in de periode 1961-1963 door VARA-radio uitgezonden waren in privé-archieven teruggevonden, gerestaureerd en opnieuw uitgezonden.
Deze gerestaureerde afleveringen zijn vervolgens ook uitgegeven op 16 cassettes.
| Cassette | Kant 1 | Kant 2 | Originele uitzending (VARA radio) | Herhaling (VPRO radio) |
| -------- | --- | --- | --------------------------------- | ---------------------- |
| 1        | - Eucalypta bevrijd uit de kerker van Pikelores - Eucalypta is vriendelijk geworden - Eucalypta leert Paulus toveren         | - Eucalypta leert Paulus toveren (vervolg) - Eucalypta en Amantaboeroe en de - flessengeest Eucalypta en Amantaboeroe | 1962                              | februari-april 1990    |
| 2        | - Paulus en Amantaboeroe - Na bezoek Priegeltje weer naar huis - Paulus maakt schoon                                         | - De mislukte inbraak - Briefje van Gregorius aan Eucalypta - Eucalypta en Krakras bereiden toverkunst voor           | 1962                              | februari-april 1990    |
| 3        | - Een kruikje voor Paulus - Eucalypta hoort een schildpad - Eucalypta wordt losgelaten                                       | - Joris het vispaard - Joris en Knoebelebats - Joris en Knoebelebats (vervolg)                                        | 1962                              | mei-juli 1990          |
| 4        | - Eucalypta heeft het moeilijk - Een moeilijke huisgenoot - Eucalypta in de pan                                              | - Het gevecht - Rein de Vos valt uit een boom - Joris betoverd                                                        | 1962                              | mei-juli 1990          |
| 5        | - Proviand voor op reis - Drie dappere reizigers - De poolcirkel                                                             | - De noordpool en de ijscobouter - De thuiskomst - Het pijpje van Paulus                                              | maart 1963                        | eind 1990              |
| 6        | - Paulus en het huis voor Joris het vispaard - De dieren bouwen het huis voor Joris - Een huis voor Joris                    | - Inwijding van het huis - Joris en de drie spoken 1 - Joris het vispaard en de drie spoken 2                         | april 1963                        | eind 1990              |
| 7        | - Knoebelebats neemt Joris met huis en al mee - De muis in het broekje van Paulus - Paulus bewaakt de eieren van eendje Kwek | - Paulus op zoek naar eendje Kwek - Paulus bevrijdt eendje Kwek - Rein de Vos ontvoert Paulus                         | april-mei 1963                    | eind 1990              |
| 8        | - Paulus en Mol houden Rein de Vos gevangen - Eucalypta wil Paulus ontvoeren - De toverspreuk van Eucalypta                  | - Piekeloris heeft de waterleiding aangelegd - Paulus laat het levenswater stelen                                     | mei-juni 1963                     | eind 1990              |
| 9        | - Paulus als hulpsinterklaas - vervolg - vervolg                                                                             | - Paulus als hulpsinterklaas - vervolg - vervolg                                                                      | 1961                              | begin 1991             |
| 10       | - Paulus als hulpsinterklaas - Paulus in het heksenhutje - vervolg                                                           | - Paulus en de Sneeuwman - Eucalypta en de Sneeuwman - Sneeuwvrouw en Sneeuwkinderen                                  | 1961                              | begin 1991             |
| 11       | - De Sneeuwfamilie vertrekt - Malle mol - De vliegmachine van professor Punt                                                 | - Voorbereidingen voor de vlucht - De vlucht - In het Berenwoud                                                       | 1961                              | begin 1991             |
| 12       | - De oude berenbekenden - Nog verder naar het Noorden - Op de Adelaarspiek                                                   | - De adelaar - Storm - De vliegmachine betoverd                                                                       | 1961                              | begin 1991             |
| 13       | - De vliegmachine van professor Punt 1 - De vliegmachine van professor Punt 2 - De vliegmachine van professor Punt 3         | - De vliegmachine van professor Punt 4 - De vliegmachine van professor Punt 5 - De vliegmachine van professor Punt 6  | 1961                              | april 1991             |
| 14       | - Dirrekie 1 - Dirrekie 2 - Dirrekie 3                                                                                       | - Dirrekie 4 - Dirrekie 5 - Dirrekie 6                                                                                | 1962                              | april 1991             |
| 15       | - Het levenswater 1 - Het levenswater 2 - Het levenswater 3                                                                  | - Het levenswater 4 - Het levenswater 5 - Het levenswater 6                                                           | 1963                              | april 1991             |
| 16       | - Poetepoet 1 - Poetepoet 2 - Poetepoet 3                                                                                    | - Poetepoet 4 - Poetepoet 5 - Poetepoet 6                                                                             | 1963                              | april 1991             |

## Televisieseries
Er zijn meerdere series over Paulus de boskabouter gemaakt.
- Paulus de boskabouter (1967-1968): In 1967 kwam Paulus de boskabouter als poppenserie op de Nederlandse televisie. Ook hier werden alle stemmen ingesproken door Jean Dulieu, die ook de marionetten maakte. Van 1 oktober 1967 tot 29 december 1968 werden 39 afleveringen uitgezonden. De serie werd geëxporteerd naar het Verenigd Koninkrijk, Nieuw-Zeeland, Canada en Australië.
- Paulus de boskabouter (1974-1976): In 1974 werd opnieuw een poppenserie over Paulus de boskabouter gemaakt, ditmaal door de studio van Thijs Chanowski met Loek de Levita als producent. Leen Valkenier schreef hiervoor de teksten. De afleveringen werden dagelijks uitgezonden van 29 september 1974 tot 31 mei 1975. Elsje Scherjon, Frans van Dusschoten en Ger Smit, die ook De Fabeltjeskrant inspraken, zorgden voor alle stemmen. De poppen waren ditmaal niet door Dulieu gemaakt, maar door de gebroeders Slabbers. Valkenier introduceerde ook nieuwe personages, zoals Stien Fee, Laurens de Tuinkabouter en de robot Boelie (Joris het Vispaard was een personage gebaseerd op een der boeken van Dulieu). Dulieu was ontevreden over het resultaat. Zijn personages waren erg kleurloos geworden. Verder was Krakras een man geworden en werd Gregorius veel netter uitgebeeld dan oorspronkelijk. Er werd ook een elpee van uitgebracht.

## Tijdschriften
In verschillende tijdschriften zijn korte, geïllustreerde verhaaltjes verschenen. Het betreft onder andere Kris Kras, Bobo, Avrobode en Eva.

## In de populaire cultuur
- In het eerste prentje van het Douwe Dabbert-verhaal Het bedrog van Balthasar neemt Douwe afscheid van Paulus na een bezoekje.
- Het personage Eucalypta werd regelmatig geparodieerd in het komische radioprogramma Somertijd. Frank Paardekoper leest daar 's vrijdags regelmatig files voor als Eucalypta.